# كارلتون فيسك
كارلتون فيسك (بالإنجليزية: Carlton Fisk) هو لاعب كرة قاعدة أمريكي، ولد في 26 ديسمبر 1947 في بولس فالس في الولايات المتحدة.

## وصلات خارجية
- كارلتون فيسك على موقع دوري كرة القاعدة الرئيسي (الإنجليزية)
- كارلتون فيسك على موقعبيزبول رفرنس.كوم (الدوري الرئيسي) (الإنجليزية)
- كارلتون فيسك على موقعبيزبول رفرنس.كوم (الدوري الثانوي) (الإنجليزية)
- كارلتون فيسك على موقع جمعية أبحاث البيسبول الأمريكية (الإنجليزية)
- كارلتون فيسك على موقع إي إس بي إن.كوم (أم.أل.بي) (الإنجليزية)
- كارلتون فيسك على موقع مشجعي الرسوم البيانية (الإنجليزية)
- كارلتون فيسك على موقع قاعة مشاهير كرة القاعدة (الإنجليزية)
- كارلتون فيسك على موقع IMDb (الإنجليزية)
- كارلتون فيسك على موقع الموسوعة البريطانية (الإنجليزية)
- كارلتون فيسك على موقع إن إن دي بي (الإنجليزية)
- كارلتون فيسك على موقع ديسكوغز (الإنجليزية)
- كارلتون فيسك على موقع قاعدة بيانات الفيلم (الإنجليزية)